# جيري بيتش
جيري بيتش (بالإنجليزية: Jerry Beach)‏ هو موسيقي وكاتب أغاني أمريكي، ولد في 11 ديسمبر 1941، وتوفي في 10 يناير 2016.